# Евренджик (вилает Лозенград)
Евренджик (на турски: Evrencik) е село в Източна Тракия, Турция, околия Виза, вилает Лозенград (Къркларели). Селото има 918 жители (2007).

## География
Евренджик е разположено на 405 метра надморска височина в най-югоизточните склонове на планината Странджа.

## История
В 19 век Евренджик или Софидес е гръцко село във Визенска каза на Османската империя. Според „Етнография на вилаетите Адрианопол, Монастир и Салоника“, издадена в Константинопол в 1878 година и отразяваща статистиката на населението от 1873 Евренджик (Evrendjiq) е село със 100 домакинства и 510 жители гърци.
Според статистиката на професор Любомир Милетич в 1912 година в Софидис живеят 300 гръцки семейства.
В 1913 година след Междусъюзническата война жителите му са прогонени.

## Личности
Родени в Евренджик
- Танасаки Кулаксъзов, грък, воденичар, член на ВМОРО[4]